# Bottes sauvages
Les bottes sauvages sont de hautes bottes en cuir. Dérivés des mocassin amérindiens, ces bottes font partie du costume traditionnel québécois. 

## Histoire
Dans les premiers temps de la colonie canadienne, les habitants se sont vite aperçus que les chaussures de tradition française ne convenaient pas au rigoureux climat de la vallée du Saint-Laurent. La plupart ont alors adopté les mocassins amérindiens, qui leur permettaient en outre d'utiliser des raquettes à neige. Si ceux-ci, dans leur version hivernale, résistent bien au froid, sont souples et légers, ils restent bas et la neige se faufile facilement à l'intérieur. 
C'est alors que les Canadiens inventèrent une nouvelle sorte de mocassins qui entouraient la jambe jusqu'aux genoux : les bottes sauvages. Rapidement adoptées, ces bottes semblent s'être propagées durant le Régime français puis au cours du XIXe siècle. Au début du XXe siècle, elles disparurent de la plupart des ménages québécois au profit de chaussures en caoutchouc.

## Confection
Chaque botte est constituée de deux morceaux de cuir, généralement un de bœuf et l'autre de veau. Le cuir est taillé puis assoupli à l'aide d'eau chaude. Le morceau de cuir en bœuf est destiné à devenir la semelle, le talon et l'empeigne. Il est mis en forme à l'aide d'un morceau de bois et d'un marteau, après le taillage. Les coutures sont effectuées à l'aide de ligneul. Le cuir de veau constitue l'enveloppe de la jambe et monte jusqu'au genou. Il est lui aussi taillé et attaché au reste de la botte à l'aide de ligneul.
Les bottes sauvages étaient de confection artisanale, mais des cordonniers en assuraient également la fabrication.